# Прапор Луганська
Пра́пор Луга́нська — один з офіційних символів міста Луганська з'явився 1995 року, коли був прийнятий герб міста.

## Опис
Прапор є полотном блакитного кольору прямокутної форми зі співвідношенням 1:1,5. У центрі прапора зображений герба Луганська. Депутати міської ради затвердили прапор разом зі статутом міста 5 вересня 2006 року.

## Використання
Прапор використовується в більшості офіційних документів та вивішується на будівлях міських організацій управління. 11 травня 2012 року прапор було піднято над Ельбрусом групою альпіністів. При цьому планувалося встановити прапор Луганська на інші вершини Євразії.